# Ludwigstraße 19 (Bad Kissingen)

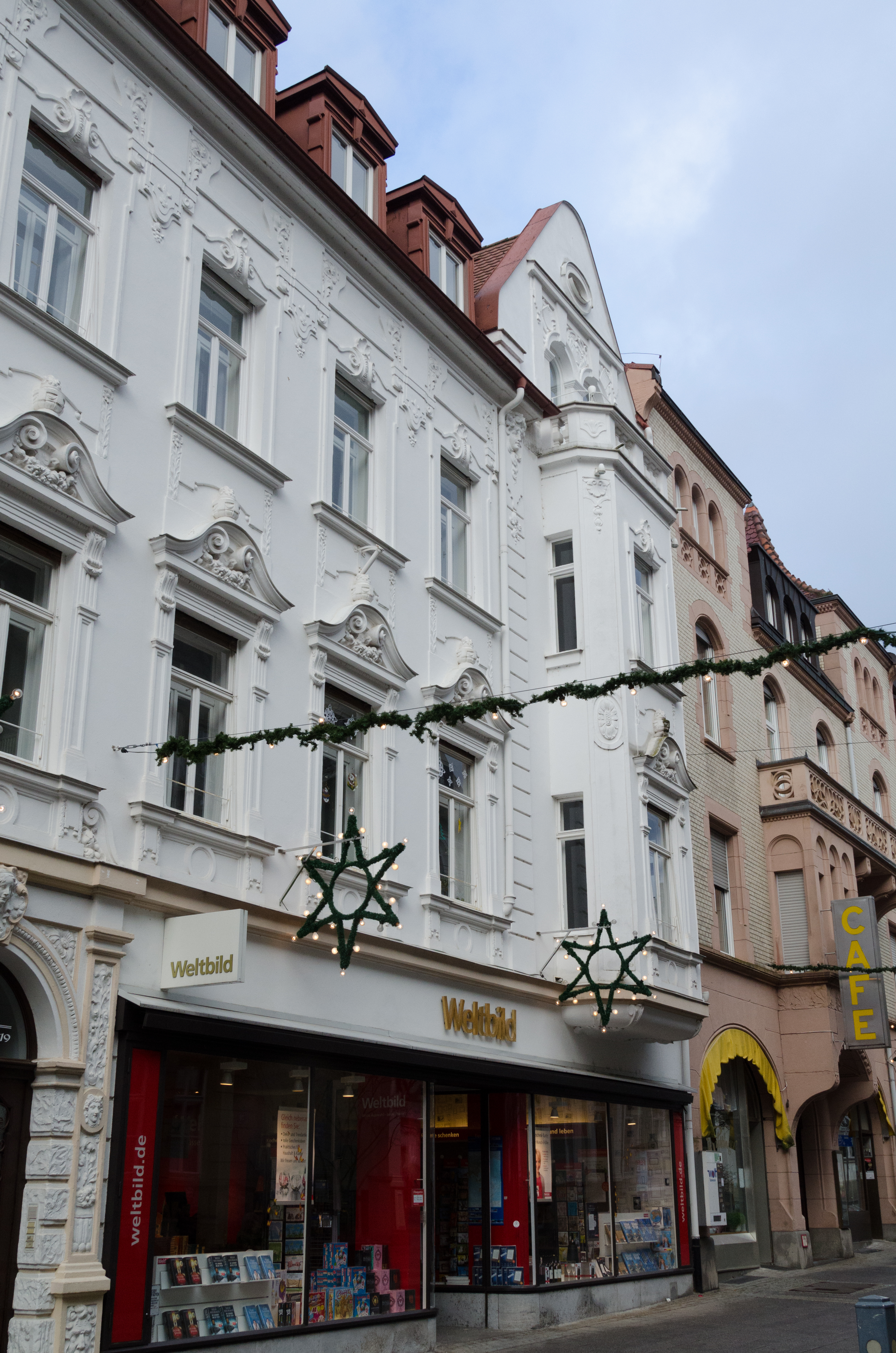
Ludwigstraße 19 in Bad Kissingen.

Das Anwesen Ludwigstraße 19 in der Ludwigstraße in Bad Kissingen, der Großen Kreisstadt des unterfränkischen Landkreises Bad Kissingen, gehört zu den Bad Kissinger Baudenkmälern und ist unter der Nummer D-6-72-114-46 in der Bayerischen Denkmalliste registriert.

## Geschichte
Der dreigeschossige Satteldachbau wurde 1901–1902 von Gottfried Bösch errichtet. Es gehört neben dem Anwesen in der Von-Hessing-Straße 2 zu den Anwesen mit Stuckfassade der Gründerzeit; die Mehrzahl der Anwesen des Ortes ist von Hausteindekor geprägt. An den Enden der Straßenfront sind ungleiche Erker angebracht. Die aufwändigen, aus Volutengiebeln bestehenden Fensterbekrönungen des ersten Obergeschosses weisen dieses als Piano nobile aus. An den Fensterbahnen sowie an der Untersicht des Kranzgesimses ist barockisierende Stuckzier angebracht.
Das Anwesen beherbergt heute Wohnungen und Geschäfte.